# Famille de François Hollande

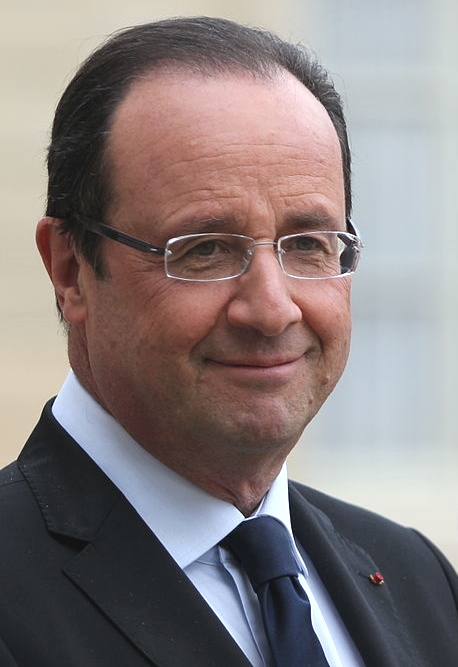
François Hollande en 2013

La famille Hollande désigne ici la famille et l'ascendance de François Hollande, 24e président de la République française.

## Parents
François Gérard Georges Nicolas Hollande est le fils cadet du docteur Georges Gustave Hollande, né le 9 mai 1923 et mort le 7 avril 2020, médecin ORL, qui fut candidat sur une liste d'extrême droite aux élections municipales de Rouen en 1959 et de Bois-Guillaume en 1965. Il était sympathisant de Jean-Louis Tixier-Vignancour, de l’OAS et de l’Algérie française.
Sa mère, Nicole Frédérique Marguerite Tribert, catholique de gauche née le 7 septembre 1927 à Vigneux-sur-Seine et morte le 8 mars 2009 (à 81 ans) à Cannes, était assistante sociale. Elle figurait en 2008 sur la liste du Parti socialiste pour l'élection municipale de la ville de Cannes.
François Hollande a un frère aîné, Philippe Hollande, né en 1952, artiste et musicien de jazz. Ce dernier, résidant à Cannes avec son père, est mort le 18 mai 2017 à Antibes.

## Origine et signification du patronymeHollande
Le patronyme Hollande désigne celui « qui est originaire de Hollande ». Le nom est surtout porté dans le Nord-Pas-de-Calais, d'où la famille Hollande est originaire (les ancêtres de François Hollande proviennent des communes de Vis-en-Artois, Rémy, Haucourt, etc., voir ci-après dans Généalogie). On peut donc penser que le premier ancêtre ayant transmis son patronyme à ses descendants (entre le XIIIe siècle et le XIVe siècle) était probablement d'origine hollandaise, ou peut-être flamande par approximation[réf. souhaitée].
Le plus ancien ascendant agnatique connu de la famille Hollande vivait au XVIIe siècle dans les environs de Rémy, à l'est d'Arras. Il était valet de meunier.
Quant au mot Hollande, il vient du néerlandais Holland, Hollant, Hollandt : « Hollande », région des Pays-Bas, ancien pays des Provinces-Unies, du moyen néerlandais Holtland : « terre boisée », de holt : « bois », et de land : « terre ».
On trouve aussi des variantes orthographiques du patronyme avec la même signification : Holland (Pas-de-Calais, Bas-Rhin, Oise), Hollandt, Hollandts, Hollant (Nord, Belgique), et d'autres dérivés : Hollander, Hollanders, Hollandre (Pas-de-Calais, Nord), Hollaender, Hollender (Alsace-Moselle).

## Famille

### Relation avec Ségolène Royal et enfants

François Hollande et Ségolène Royal en 2007.

À la fin des années 1970, François Hollande fait la connaissance de Ségolène Royal lors d'une soirée de l'ENA (également de la promotion Voltaire). Il se lie avec elle au cours d'un stage effectué dans une cité HLM de banlieue, « La Noé », à Chanteloup-les-Vignes. Le couple Hollande-Royal, non marié, forme une union libre et a quatre enfants (deux fils et deux filles) :
- Thomas Hollande (né le 17 novembre 1984 à Paris 14e arrondissement), avocat, qui a participé à la campagne présidentielle de sa mère Ségolène Royal en 2007, et à celle de son père François Hollande en 2012 (où il était notamment responsable des réseaux sociaux[55]) ; PACSé le 13 octobre 2017 au tribunal d'instance de Paris 2e arrondissement, puis marié depuis le 8 septembre 2018 en la mairie et en l'église de Meyssac (Corrèze) à la journaliste Émilie Broussouloux[56], ils sont parents d’une fille prénommée Jeanne, née le 29 juin 2019[57] , et d’un fils prénommé Noé, né à Paris le 21 janvier 2021[58] ;
- Clémence Hollande (née le 28 juin 1986), docteur en hépato-gastro-entérologie[59] ;
- Julien Hollande dit Julien Royal (né le 22 décembre 1987), cinéaste ;
- Flora Hollande (née le 2 juillet 1992 à Saint-Mandé), psychologue[60] (née alors que sa mère Ségolène Royal était ministre de l'Environnement dans l'exercice de ses fonctions (gouvernement Bérégovoy), une première dans l'histoire de la République française).

Le 17 juin 2007, la séparation du couple Hollande-Royal est annoncée au soir du second tour des élections législatives de 2007.

### Relation avec Valérie Trierweiler

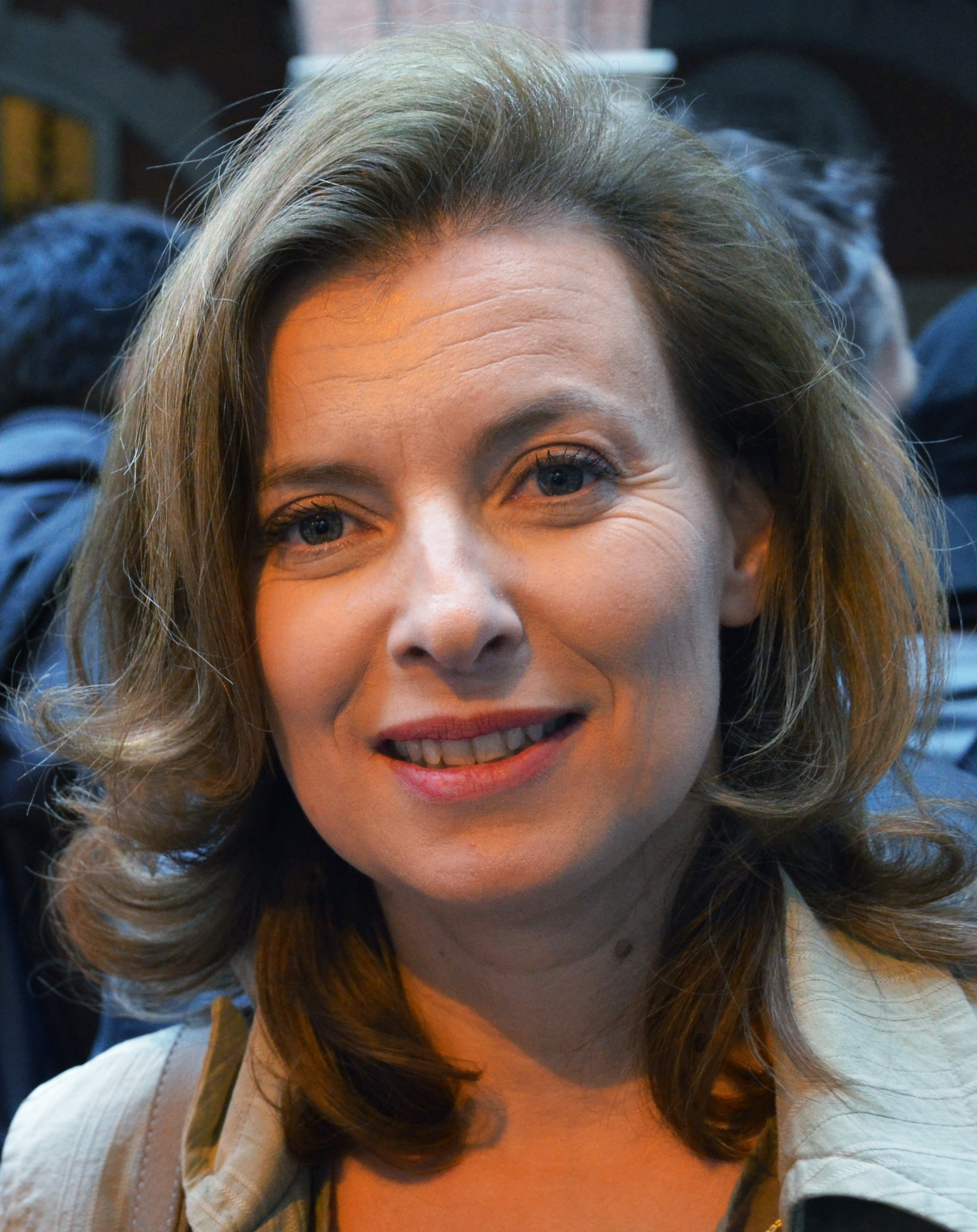
Valérie Trierweiler en 2012.

François Hollande officialise en 2010 sa relation avec la journaliste Valérie Trierweiler (née Massonneau), qui est sa compagne depuis 2006 ; cette relation est restée cachée lors de la campagne de Ségolène Royal.
Après la révélation, dans un magazine, d'une liaison de François Hollande avec l'actrice Julie Gayet, François Hollande annonce le 25 janvier 2014 « la fin de sa vie commune » avec Valérie Trierweiler via un communiqué « de dix-huit mots ». La journaliste publiera ensuite l'essai autobiographique Merci pour ce moment, relatant sa relation avec le président.

### Relation puis mariage avec Julie Gayet

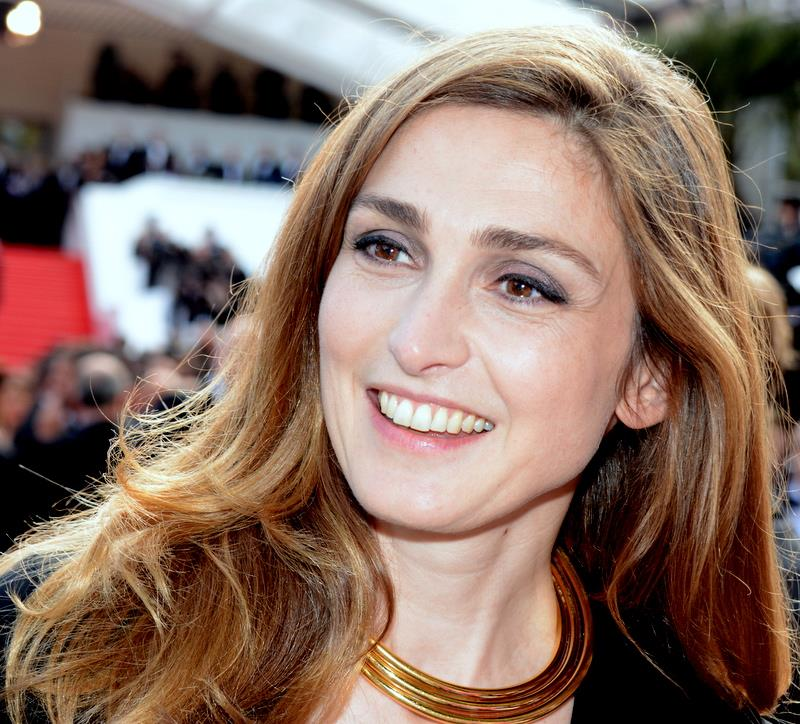
Julie Gayet en 2014.

En mars 2013, une rumeur court selon laquelle l'actrice Julie Gayet entretiendrait une liaison avec François Hollande. Elle porte plainte contre X pour « atteinte à l'intimité de la vie privée »,. En janvier 2014, le magazine de presse à scandale Closer publie un reportage controversé affirmant qu'elle entretient une relation amoureuse avec François Hollande,. Cette publication n'est pas démentie par le président de la République. Elle reçoit un large écho dans la presse française et internationale,. Dans les jours qui suivent, des soupçons d'instrumentalisation sont répercutés dans la presse, amenant l'auteur des photos publiées par le magazine à démentir la thèse d'un coup monté,. Le 16 janvier, Julie Gayet annonce qu'elle porte plainte contre le magazine pour atteinte à la vie privée.
Proche d'Anne Consigny et de son mari, Éric de Chassey, Julie Gayet plaide, contre l'avis de la ministre de la Culture Aurélie Filippetti, pour la reconduction de celui-ci à la tête de la Villa Médicis. Le 14 janvier 2014, la presse annonce la nomination de Julie Gayet au jury de l'Académie de France à Rome (« Villa Médicis ») par la ministre de la Culture et de la Communication, pour le Concours de sélection des pensionnaires 2014 (jury dont les membres bénévoles sont des personnalités issues du monde des arts). Cette nouvelle intervenant en même temps que la rumeur de la liaison qu'entretiendrait l'actrice avec François Hollande, la ministre Aurélie Filippetti annule la nomination, en démentant en avoir été à l'origine.
Selon Closer du 17 janvier 2014, la liaison entre le président de la République et l'actrice durerait « depuis deux ans »,. Le 25 janvier suivant, François Hollande annonce à l'AFP la fin de sa vie commune avec Valérie Trierweiler.
Pour Emmanuel Berretta du Point, « dans le monde du cinéma, les « escapades amoureuses » de François Hollande et de Julie Gayet n'étaient plus un mystère depuis longtemps » et il évoque l'influence que cette dernière a eu dans les arbitrages et décisions pris par le président en matière de politique culturelle.
François Hollande et Julie Gayet se marient dans l'intimité à Tulle le 4 juin 2022. Le mariage est célébré par Bernard Combes, maire de Tulle.